# Valdis Zatlers
Valdis Zatlers (født 22. marts 1955 i Riga) er en lettisk politiker. Han tiltrådte som Letlands præsident den 8. juli 2007.
Zatlers har en baggrund som læge og tog sin lægeeksamen i Riga i 1979. Valdis Zatlers er gift med Lilita Zatlere. De har tre børn.

## Æresbevisninger
Valdis Zatlers er siden den 11. april 2008 Kommandør af Storkorset af Trestjerneordenen.